# اکبر خوجینی
اکبر خوجینی (زادهٔ ۱۹۳۵) یک بوکسور اهل ایران است.
وی در مسابقات کشوری و بین‌المللی در مجموع برندهٔ ۱ مدال نقره، ۱ مدال برنز شده‌است.